# 倪大器
倪大器（？—？），字汝璉，號崧山，福建漳州府海澄縣人，明朝政治人物。

## 生平
萬曆十六年（1588年）戊子科順天鄉試舉人，二十年（1592年）壬辰科三甲第二百十三名進士。都察院觀政，二十二年授歙縣知縣，卒於官。

## 家族
曾祖倪以慶；祖父倪為施；父倪仁玉。
孫倪俊明，崇禎十六年進士。